# Mitología melanesia

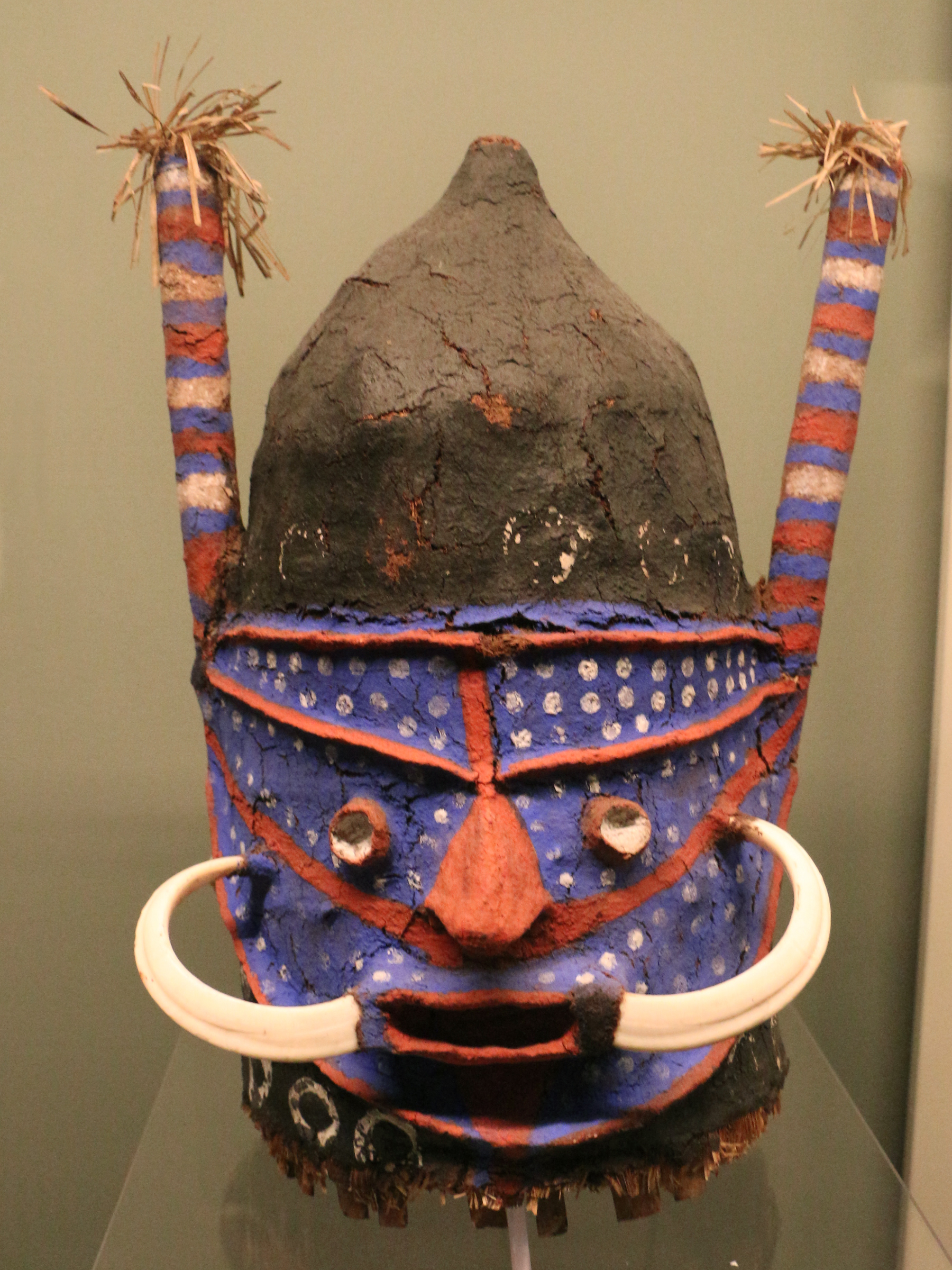
Máscara de la isla Malekula de Vanuatu, circa de 1910.

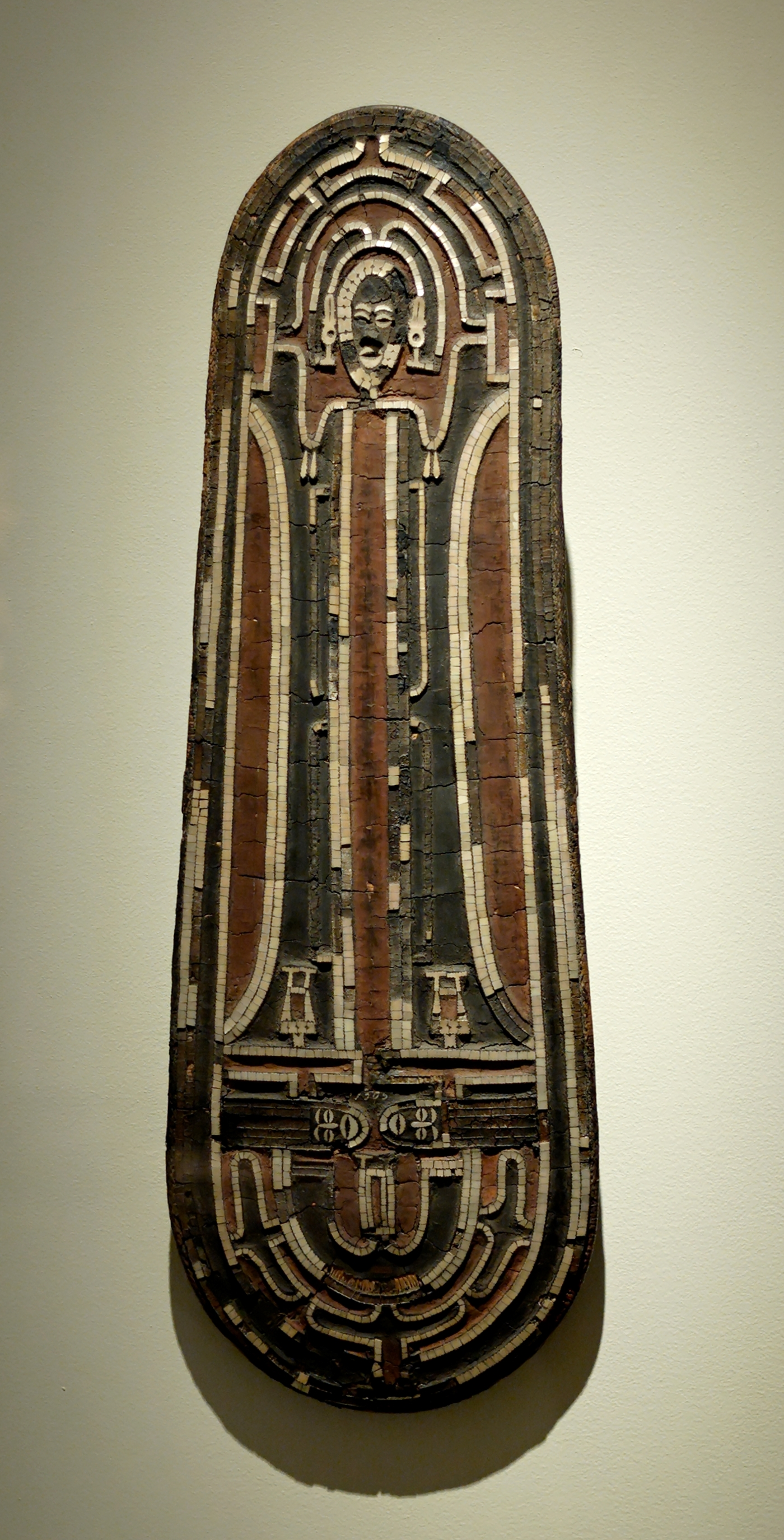
Escudo ceremonial de as Islas Salomón,.

Mitología melanesia es el folclore, los mitos y la religión de Melanesia: los archipiélagos de Nueva Guinea, las islas del estrecho de Torres, las islas del Almirantazgo, las islas Salomón, Nueva Caledonia y Vanuatu. El profesor Roland Burrage Dixon escribió un relato de la mitología de esta región en The Mythology of All Races, que se publicó en 1916.
Desde entonces, la región ha desarrollado nuevos cultos y leyendas como resultado de la exposición a las civilizaciones occidentales y sus misioneros. Estos incluyen los cultos del cargo en los que los nativos intentan restaurar el suministro de bienes materiales que fueron un efecto secundario de la campaña en esta región durante la Guerra del Pacífico. Uno de los rasgos principales de los cultos cargo es la esperanza de que los ancestros vendrán alguna vez a entregar a la comunidad de creyentes bienes de mucho más valor. En algunas islas, como Tanna (Vanuatu), los miembros del culto cargo local creen que los estadounidenses son los portadores del cargo.

## Geografía
Melanesia se divide en dos divisiones geográficas: Nueva Guinea, con las islas adyacentes más pequeñas que forman una, y la larga serie de islas que se extienden hacia el norte y el este, desde el Grupo del Almirantazgo hasta Nueva Caledonia y Fiyi, constituyendo el otro grupo. Desde el punto de vista antropológico, la población del área de Melanesia es extremadamente compleja, ya que está compuesta de varios tipos raciales diferentes. Si bien el conocimiento detallado del área todavía es demasiado fragmentario para emitir conclusiones distintas de las provisionales, se puede decir que se pueden reconocer al menos tres grupos según la división anticuada de Dixon, calificada en ocasiones de racista.
- Presumiblemente el más antiguo y que subyace a todos los demás, aunque ahora confinado en algunas de las partes más inaccesibles del interior de Nueva Guinea y posiblemente a algunas pocas islas del archipiélago oriental, son una serie de grupos étnicos similares llamadas Negrito, en las cuales hasta el momento únicamente tenemos los detalles más escasos.
- El grueso de la población del interior de Nueva Guinea, de tramos considerables de sus costas sur, sudoeste y norte, y de partes de otras islas forma un segundo estrato conocido como papúes. El material mitológico de ellos es extremadamente escaso.
- El tercer tipo es el que ocupa gran parte del sudeste de Nueva Guinea, junto con parte de sus costas norte y noroeste, y forma la mayoría de los habitantes de las islas que van desde las Islas del Almirantazgo hasta Fiyi. El término melanesio Dixon lo aplica únicamente a este grupo (contrariamente al uso actual); y de él y de las mezclas papúo-melanesias se ha derivado la mayor parte del material del mito actualmente disponible.

## Introducción

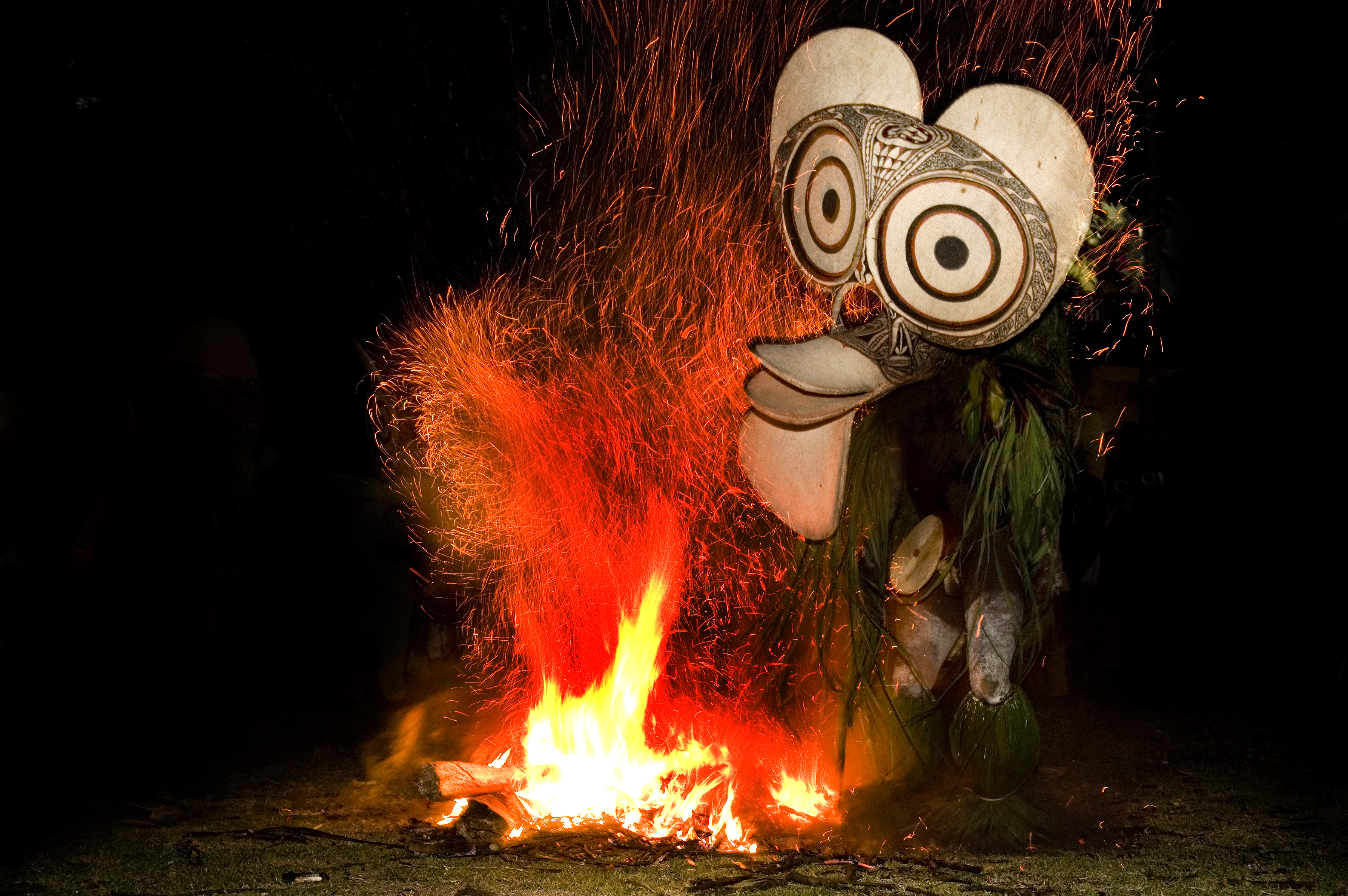
Bailarín con máscara de fuego de las personas Baining que viven en las montañas de la Península de Gazelle en Nueva Bretaña en Papúa Nueva Guinea (2008). La máscara de baile fue elaborada de corteza, bambú y hojas, pero se usa únicamente una vez en una ceremonia de baile de fuego y luego se desecha.

El material sobre la mitología de Melanesia, aunque incompleto y fragmentario, parece bastante claro que demuestra la existencia de dos estratos distintos, uno de los cuales puede llamarse Papuan, el otro Melanesiano. El primero está mejor representado entre las tribus Kai de la región al norte del golfo de Huon en la Nueva Guinea Alemana, así como por los Baining y Sulka del norte de Nueva Bretaña, y puede rastrearse, más o menos claramente, entre las tribus costeras restantes de Nueva Guinea alemana y británica; mientras que es mucho menos evidente en las Islas Banks, las Nuevas Hébridas y Fiyi. El estrato melanesio, por otro lado, quizás se desarrolle mejor en Melanesia oriental, es decir, islas Santa Cruz, las Islas Banks, las Nuevas Hébridas y Fiyi; aunque está bien representada en todos los distritos litorales de Nueva Guinea, entre las tribus costeras del norte de Nueva Bretaña y en las Islas del Almirantazgo. Lo que se ha llamado el tipo de mitología papúa parece estar caracterizado por una relativa ausencia de mitos cosmogónicos, por la prominencia de los fantasmas y por una simplicidad general y una ingenuidad general; y esta categoría también parece mostrar un extenso desarrollo de cuentos de distribución local solamente, correspondientes a la discreción y la falta de relación en el lado lingüístico. 
El estrato melanesio, por otro lado, exhibe una evolución considerablemente mayor del lado de la cosmogonía, un cariño especial por los cuentos caníbales y un carácter dualista rudimentario que se revela en las muchas historias de los hermanos héroes de la cultura sabia y tonta. Un examen más a fondo de este tipo melanesio parece indicar que no es de ninguna manera una unidad, aunque, debido al carácter del material, cualquier conclusión debe ser totalmente tentativa:
1. mitos de distribución general a lo largo de Melanesia;
2. aquellos confinados más o menos estrictamente a Nueva Guinea y sus inmediaciones; y
3. aquellos restringidos de forma similar en su distribución a Fiyi, las Nuevas Hébridas, y las islas Banks y las Islas Santa Cruz.

Si ahora, en lugar de limitar nuestra visión a Melanesia, incluimos toda el área oceánica y nos esforzamos por descubrir la relación de la mitología melanesia con la de las secciones adyacentes, parece que, mientras que de los dos tipos principales (el papúa y Melanesia: la primera muestra poca cosa en común con cualquiera de las otras regiones oceánicas; la segunda, por el contrario, muestra numerosas e interesantes relaciones con Indonesia, Micronesia y Polinesia, y algunas incluso con Australia. El tipo de incidentes melanesios que revelan similitudes con estas otras áreas se pueden dividir en cuatro grupos.
1. Aquellos cuyas semejanzas son únicamente con Indonesia.

El primero de estos grupos está representado mucho más fuertemente en Nueva Guinea que en el archipiélago oriental; y en Nueva Guinea es mucho más prominente en la costa norte que en el sur. Parecería manifestar influencias de Indonesia que, en el curso de las migraciones hacia el este, no se extendieron más allá de Melanesia, y que fueron mayores en Nueva Guinea y sus alrededores que en los archipiélagos orientales y más distantes.
1. Únicamente con Polinesia.

El segundo grupo, bastante inesperadamente, es, como el primero, más prominente en Nueva Guinea que en el este, pero está mejor representado en la costa sur que el primer grupo. Por el carácter de los incidentes y su distribución en Melanesia y Polinesia, este grupo parece comprender a incidentes predominantemente melanesios, tomados en préstamo por los ancestros polinesios y llevados con ellos a la Polinesia.
1. Tanto con Indonesia como con la Polinesia.

El tercer grupo, que comprende incidentes de mitos de Indonesia y Polinesia, contrasta con los otros dos en que está mejor representado en Melanesia oriental. Teóricamente, estos incidentes pueden considerarse como una parte de los que trajeron los ancestros polinesios desde sus hogares indonesios y que todavía se conservan en la Polinesia. Por lo tanto, su presencia en Melanesia se debería hipotéticamente debido a que fueron absorbidos por los polinesios migrantes, y se esperaba su mayor prominencia en el archipiélago oriental, como era de esperar en esta zona, y no en Nueva Guinea, que, durante su migración, los ancestros polinesios hicieron su parada más larga y ejercieron su mayor influencia sobre la población aborigen.
1. Con Micronesia.

El último grupo, que está compuesto por aquellos incidentes comunes a Melanesia y Micronesia, Está igualmente representada en Nueva Guinea y en el archipiélago oriental. El número relativamente grande de similitudes entre Micronesia y Melanesia es lo único que se debiera esperar, debido a las numerosas evidencias derivadas de otras fuentes, de la relación entre los pueblos de las dos áreas; pero la cantidad de acuerdo con Melanesia oriental es bastante sorprendente.

## Mitos de los orígenes y el diluvio
Aparentemente, una de las características más claras de la mitología del área melanesia es la casi total falta de mitos relacionados con el origen del mundo. Con una o dos excepciones, parece que se considera que la Tierra ha existido siempre en la misma forma que hoy. En las Islas del Almirantazgo, una parte de la población creía que al principio no había nada más que un mar extendido; y un mito dice que en este mar nadó una gran serpiente que, deseando un lugar en el que pudiera descansar, gritó: «¡Que el arrecife se levante!», y el arrecife se elevó del océano y se convirtió en tierra seca. Otra versión difiere en que un hombre y una mujer, después de haber flotado en el mar primitivo, se subieron a un trozo de madera flotante y se preguntaron si el océano se secaría o no. Por fin las aguas se retiraron por completo y la tierra apareció cubierta de colinas, pero estéril y sin vida; con lo cual los dos seres plantaron árboles y crearon alimentos de diversos tipos. En Nueva Bretaña, entre las tribus costeras de la Península de Gazelle, encontramos la historia familiar de la pesca de la tierra desde el fondo del mar, una tarea que realizaron los dos hermanos héroes del mito, To-Kabinana y To-Karvuvu. La misma historia con un poco más de detalle se encuentra también en el sur de Nuevas Hébridas. Esta concepción de un mar primitivo se encuentra ampliamente en la Polinesia central, Micronesia e Indonesia, y quizás sea significativo que aparentemente ocurra en Melanesia únicamente en su margen norte, donde teóricamente se esperaría el contacto con pueblos no melanesios. Sin embargo, se muestra una afiliación mucho más estrecha con la Polinesia en otra clase de mitos de origen a los que ahora se puede recurrir.
Si hay poco interés en el comienzo del mundo en el área melanesiana, no se puede decir lo mismo del origen de la humanidad, ya que sobre este tema hay un material considerable y muy variado. Se pueden reconocer tres tipos de mitos: uno, aquel en el que la humanidad es creada directamente por alguna deidad o ser preexistente; segundo, el que el hombre nace espontáneamente o mágicamente; y, tercero, el que donde la humanidad desciende a la tierra desde el cielo-tierra.

### Creación de la humanidad
En las Islas del Almirantazgo se dice que Manual estaba muy solitario y anhelaba una esposa; así que tomó su hacha, fue al bosque y cortó un árbol, y después de haber formado en el tronco una figura de una mujer, dijo: «¡Mi madera, conviértete en una mujer!», y la imagen tuvo vida. 

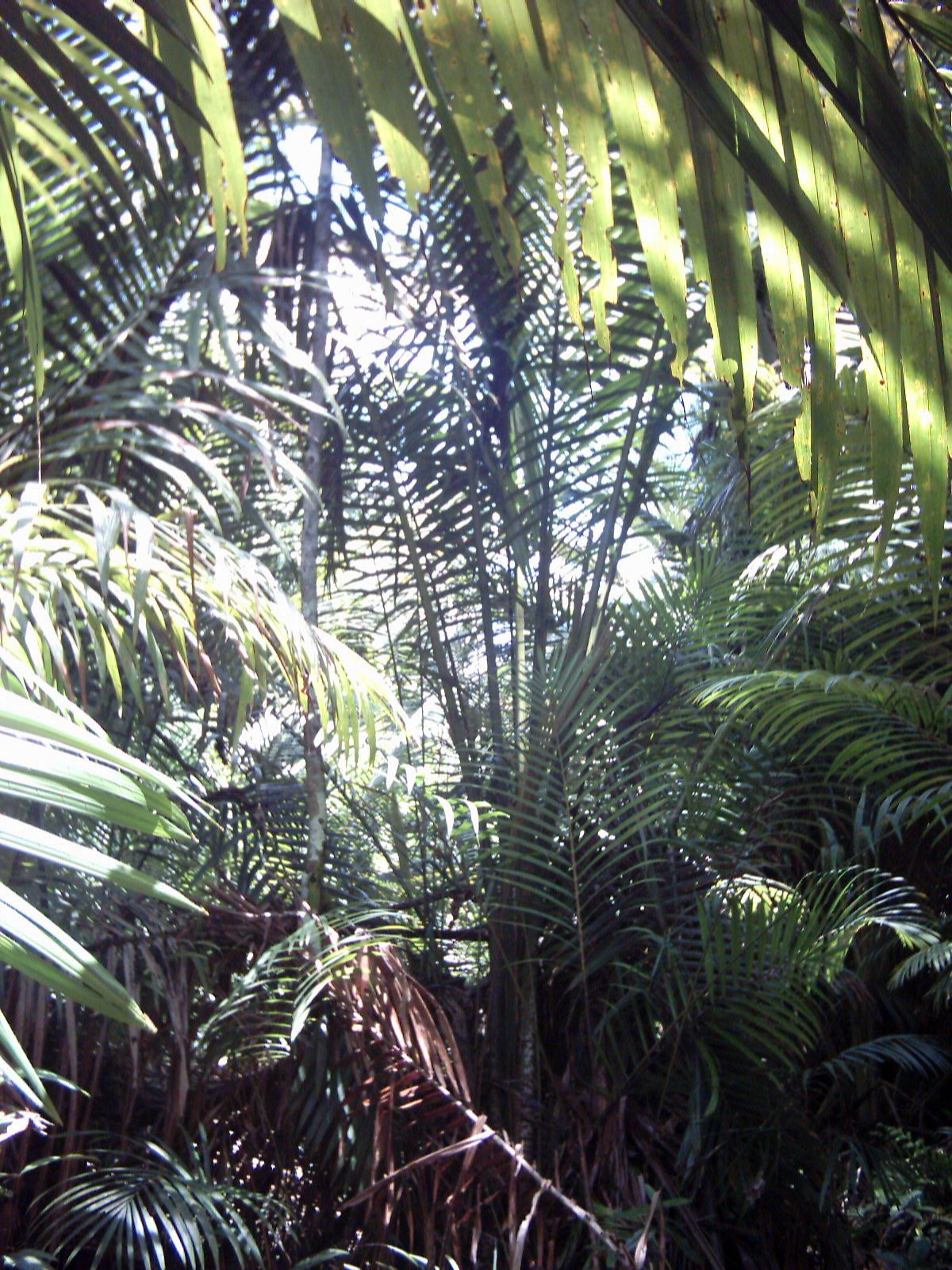
Palmas de sagá en Nueva Guinea.

En las Islas Banks se cuenta una historia algo más elaborada. Qat fue el primero en hacer al hombre, cortando madera de la dracaena y formando seis figuras, tres hombres y tres mujeres. Cuando los terminó, los escondió durante tres días, después de lo cual los sacó y los puso en marcha. Bailando frente a ellos y viendo que comenzaron a moverse, él golpeó el tambor delante de ellos, y se movieron todavía más, y «así los engulló en la vida, para que pudieran mantenerse firmes». Luego los dividió en tres parejas como marido y mujer. Según otra versión de esta misma área, mientras que el primer hombre estaba hecho de arcilla roja por Qat, creó a la primera mujer de varas y anillos de ramitas flexibles cubiertas con las escamas de sagú, tal como hacen los sombreros altos que son utilizados en las danzas sagradas.
Ahora Marawa, que era un tipo malicioso y envidioso, vio lo que Qat había hecho y estaba decidido a hacerlo de la misma manera. Así que tomó madera de otro tipo, y cuando diseñó las imágenes, las colocó y tocó el tambor que tenían ante ellas, y les dio vida como Qat había hecho con las suyas. Pero cuando los vio moverse, cavó un foso y cubrió el fondo con nuez de coco, enterrando a sus hombres y mujeres en él durante siete días; y cuando los desenterró de nuevo, los encontró sin vida y descompuestos, siendo este el origen de la muerte entre los hombres. 
Un relato de la creación del hombre de la tierra se cuenta en las Nuevas Hébridas. Takaio hizo de barro diez figuras de hombres. Cuando terminaron, respiró sobre ellos, respiró sobre sus ojos, sus oídos, sus bocas, sus manos, sus pies, y así las imágenes cobraron vida. Pero todas las personas que él tenía hombres estaban hechos y Takaro no estaba satisfecho, por lo que les dijo que encendieran un fuego y cocinaran algo de comida. Cuando lo hicieron, les ordenó que se quedaran quietos y les arrojó una fruta a uno de ellos. Ese hombre se convirtió en una mujer. Luego Takaro le ordenó a la mujer que se fuera y se quedara en la casa. Después de un rato, le envió a uno de los nueve hombres para pedir fuego y ella lo saludó como a su hermano mayor. Un segundo fue enviado a pedir agua, y ella lo saludó como a su hermano menor. Y así, uno tras otro, los saludó como familiares. Todos menos el último, y le llamó su marido. Entonces Takaro le dijo: «Tómala como a tu esposa, y ustedes dos vivirán juntos». 
Una versión diferente es la de Nueva Bretaña, al principio, un ser dibujó dos figuras de hombres en el suelo y luego, cortándose con un cuchillo, roció los dos dibujos con su sangre y los cubrió con hojas, con el resultado de que cobraron vida como To-Kabinana. y To-Karvuvu. Luego, el primero trepó a un árbol de coco que tenía frutos secos de color amarillo claro y, recogiendo dos que no estaban maduros, los tiró al suelo, donde se rompieron y se convirtieron en dos mujeres, a quienes tomó como esposas. Su hermano le preguntó cómo había llegado a estar poseído por las dos mujeres, y To-Kabinana se lo explicó. En consecuencia, To-Karvuvu también trepó a un árbol y arrojó dos nueces; pero cayeron para que su parte inferior golpeara el suelo, y de ellos salieron dos mujeres con narices deprimidas y feas. Así que To-Karvuvu estaba celoso porque las esposas de su hermano eran más atractivas que las suyas, y tomó a una de las esposas de To-Kabinana, abandonando a las dos mujeres feas que eran suyas.
Otra versión de la misma región destaca más claramente la distinción entre los personajes de los dos hermanos y sirve, además, para dar cuenta de las dos clases de matrimonio en que se divide la gente. To-Kabinana le dijo a To-Karvuvu: «Consigue dos nueces de coco de colores claros. Uno de ellos debe esconderse y luego traerme el otro a mí». Sin embargo, To-Karvuvu no obedeció, sino que consiguió una clara y una oscura, y, habiendo ocultado esta última, llevó  la de color claro a su hermano, quien la ató al tallo de su canoa y se sentó, remado hacia el mar. No prestó atención al ruido que hizo la tuerca cuando golpeó contra los costados de su canoa ni miró a su alrededor. Pronto el coco se convirtió en una mujer hermosa, que se sentó en el vástago de la canoa y dirigió, mientras que To-Kabinana remaba. Cuando regresó a tierra, su hermano estaba enamorado de la mujer y deseaba tomarla como su esposa, pero To-Kabinana rechazó su solicitud y dijo que ahora harían otra mujer. En consecuencia, To-Karvuvu trajo el otro coco, pero cuando su hermano vio que era de color oscuro, reprendió a To-Karvuvu y le dijo: «De hecho, eres un tipo estúpido. Has traído miseria a nuestra raza mortal. Desde ahora en adelante, nos dividirán en dos clases, en ti y en nosotros». Luego ataron la nuez de coco al tallo de la canoa, y remando como antes, la tuerca se convirtió en una mujer de piel negra.

## Origen de la humanidad de otras fuentes
Volviendo ahora al segundo tipo de cuentos sobre el origen de la humanidad, se puede considerar primero la creencia en un origen directo o indirecto de las aves. En las Islas del Almirantazgo, según una versión, una paloma tenía dos crías, una de ellas era un ave y otra un hombre, que se convirtió en el antepasado de la raza humana por la unión incestuosa con su madre. Otra opinión es que una tortuga puso diez huevos, de los cuales nacieron ocho tortugas y dos seres humanos, un hombre y una mujer; y estos dos, al casarse, se convirtieron en los antepasados de las personas de piel clara y de piel oscura. En la otra extremidad de Melanesia, en Fiyi, se dice que un ave puso dos huevos que fueron incubados por Ndengei, la gran serpiente, un niño que venía de uno y una niña del otro. Una variante de esto se encuentra en los estrecho de Torres, donde, según los isleños del este, un ave que había puesto un huevo, salió un gusano que se desarrolló a partir de él, que luego se transformó en forma humana.

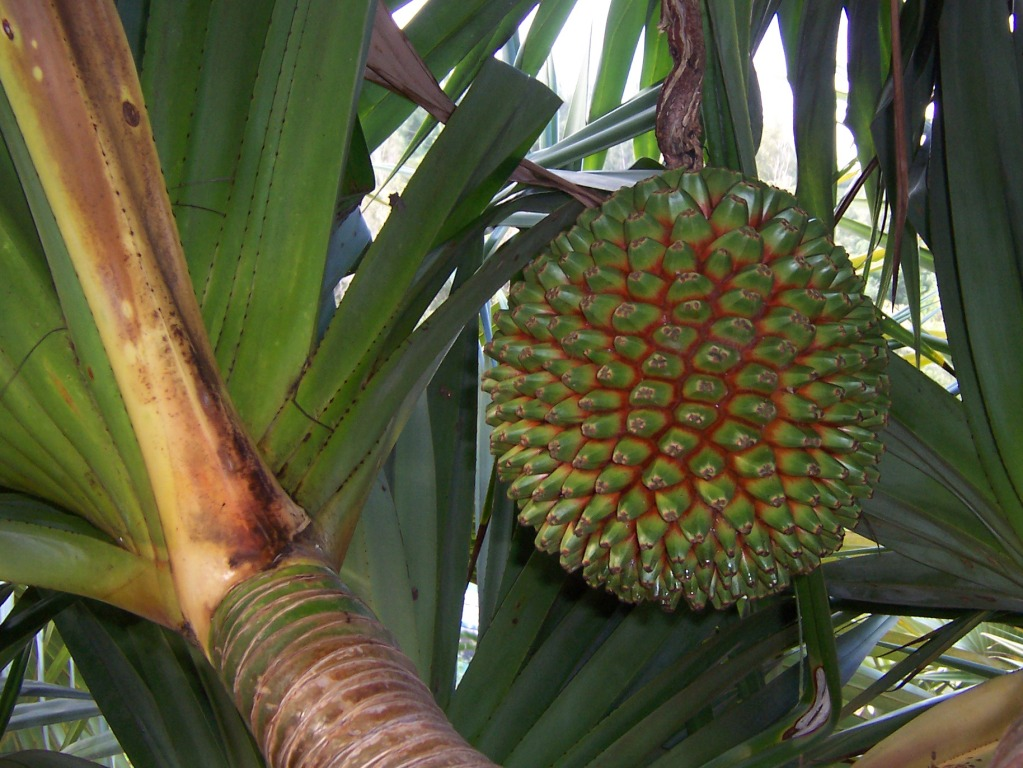
Pandanus con su fruto.

Los mitos sobre el origen de los hombres o de las deidades de un coágulo de sangre son de interés en su relación con otras áreas de Oceanía. Una versión viene otra vez de las Islas del Almirantazgo. Una mujer, llamada Hi-asa, que vivía sola, un día se cortó un dedo mientras retiraba las tiras del pandanus. Recogió la sangre de la herida en un caparazón de mejillón, la cubrió y la guardó; pero cuando, después de once días, miró en la cáscara, contenía dos huevos. Ella los cubrió, y después de varios días estallaron, uno de ellos produciendo un hombre y el otro una mujer, quienes se convirtieron en los padres de la raza humana. En la isla vecina de Nueva Bretaña, un cuento da un origen similar para los dos hermanos To-Rabinana y To-Karvuvu. Mientras una anciana caminaba por el mar en busca de mariscos, le dolían los brazos y, al tomar dos tiras afiladas de pandanus, se rascó y cortó primero un brazo y luego el otro. Las dos tiras de pandanus, así cubiertas con su sangre, las guardó en un montón de basura que pretendía quemar; pero después de un tiempo, la pila comenzó a hincharse, y cuando estaba a punto de prenderle fuego, vio que dos niños habían crecido de su sangre, de la sangre de su brazo derecho, To-Kabinana, y de la de su izquierda. el brazo, To-karvuvu. En varios puntos de la Nueva Guinea Alemana encontramos historias similares de niños que se originan de coágulos de sangre, aunque aquí no se los considera como los padres de la humanidad.

Un origen de la raza humana a partir de plantas parece estar definitivamente declarado únicamente en las Islas Salomón, donde se dice que dos nudos comenzaron a brotar en un tallo de caña de azúcar, y cuando el nudo debajo de cada brote estalló, de uno emitió un hombre y del otro una mujer, convirtiéndose en los padres de la humanidad. Con esto podemos comparar los cuentos de Nueva Bretaña. Dos hombres (a veces descritos como To-Kabinana y To-Karvuvu) estaban pescando por la noche, y mientras estaban tan ocupados, un pedazo de caña de azúcar salvaje flotó en la red, donde se enredó. Al retirarlo, lo tiraron, pero una vez más se enredó y una vez más se desechó. Cuando, sin embargo, fue capturado por tercera vez, decidieron plantarlo.

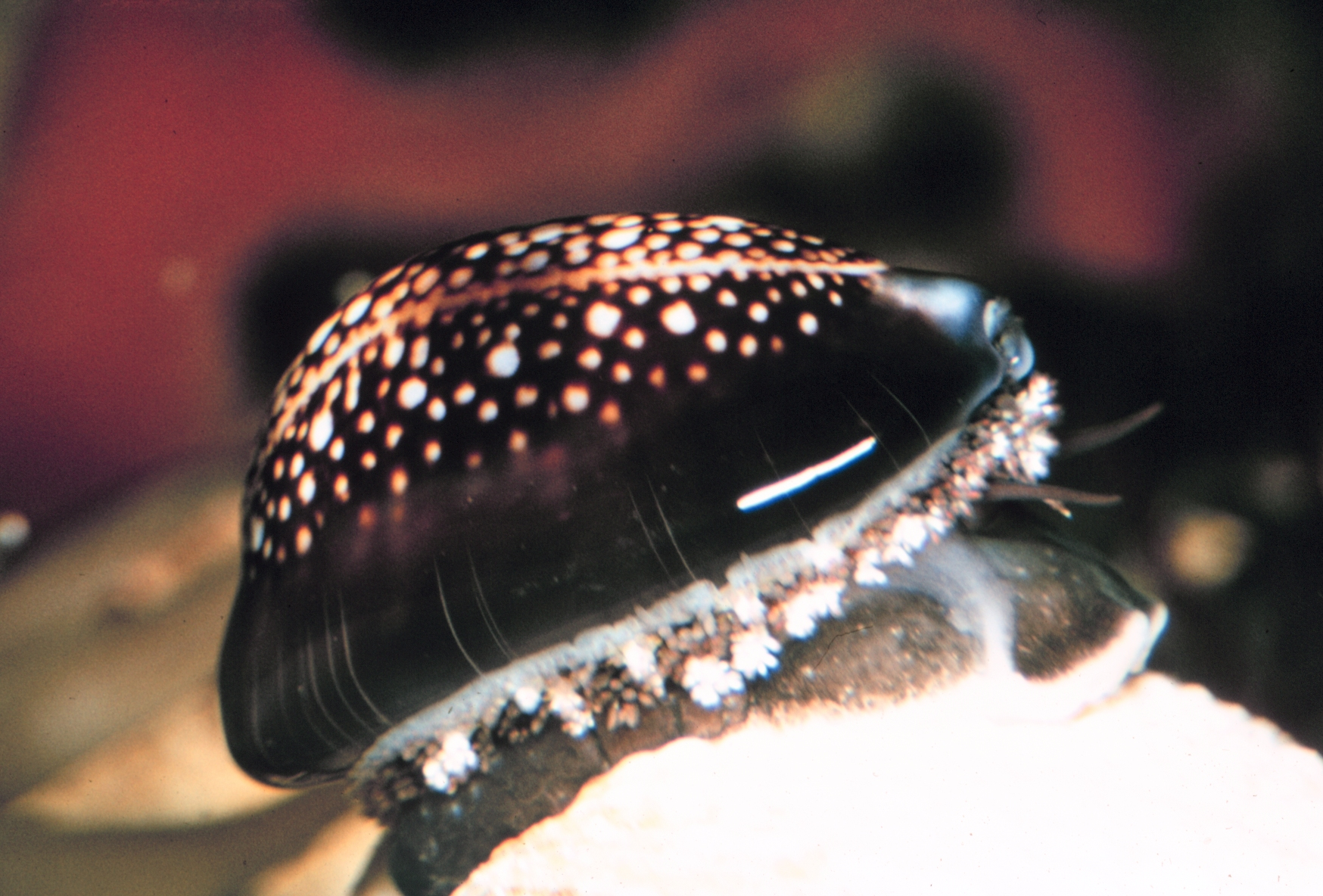
Un cauri se convirtió en la primera mujer según un mito de las Nuevas Hébridas.

 Echando raíces, el tallo creció, y después de un tiempo comenzó a hincharse, hasta que un día, mientras los dos hombres estaban ausentes en el trabajo, el tallo estalló y salió una mujer que cocinó comida para los hombres y luego regresó al escondite. Los dos volvieron de su trabajo y se sorprendieron mucho al encontrar la comida lista para ellos; pero como ocurrió lo mismo al día siguiente, a la mañana siguiente se escondieron para ver quién era el que había preparado su comida. Al cabo de un tiempo, el tallo se abrió y salió la mujer, tras lo cual la retuvieron de inmediato. En algunas versiones, la mujer se convirtió en la esposa de uno de los hombres, y se supone que toda la humanidad desciende de la pareja. Un origen de la primera mujer de un árbol y del primer hombre de la tierra es dado por las tribus papúes de En algunas versiones, la mujer se convirtió en la esposa de uno de los hombres, y se supone que toda la humanidad desciende de la pareja. Un origen de la primera mujer de un árbol y del primer hombre de la tierra es dado por las tribus papúes en Nueva Guinea Británica; mientras que en las Nuevas Hébridas el primer ser femenino se dice que ha surgido a partir de un cauri que se convirtió en una mujer.
Un origen del hombre de piedra es contado por el Baining de Nueva Bretaña. Al principio, los únicos seres en el mundo eran el sol y la luna, pero se casaron, y de su unión nacieron piedras y pájaros, los primeros se convirtieron posteriormente en hombres, los últimos en mujeres, y de estos descendieron los Baining. El origen del propio Qat se atribuye en el Grupo Banks a una piedra, que al principio se partió en dos y dio origen al héroe cultural, un concepto que recuerda los cuentos de la fuente de los primeros seres sobrenaturales en Tonga, Celebes, Tokelau y islas Gilbert. El tercer tipo de mitos del comienzo de la humanidad hasta ahora ha sido reportado aparentemente en una porción de la Nueva Guinea Alemana

### Origen del mar
Aunque Melanesia parece característicamente carecer de mitos sobre el origen del mundo, una historia que narra la fuente del mar está bastante difundida. Según lo dicho por el pueblo Baining de Nueva Bretaña, la historia es la siguiente. Al principio, el mar era muy pequeño, únicamente un pequeño pozo de agua, que pertenecía a una anciana y de donde sacó el agua salada para darle sabor a su comida. Mantuvo el agujero oculto bajo una cubierta de tela, y aunque sus dos hijos le preguntaron repetidamente de dónde obtenía el agua salada, se negó a responder. Así que decidieron seguirla y, finalmente, la sorprendieron en el acto de levantar la tela y sacar el agua salada. Cuando ella se fue, fueron al lugar y rasgaron la tela; y cuanto más se desgarraba, más grande se convertía el pozo de agua. Aterrorizados por esto, salieron corriendo, cada uno llevando una esquina de la tela; y así, el agua se extendió y se extendió hasta que se convirtió en el mar, que se elevó de modo que únicamente unas pocas rocas, cubiertas de tierra, quedaron sobre él. Cuando la anciana vio que el mar crecía constantemente, temía que todo el mundo quedara cubierto por él, por lo que plantó algunas ramitas a lo largo del borde de la costa, evitando así que el océano destruyera todas las cosas.

### Origen del sol y la luna
Del origen del sol y la luna se cuentan varios cuentos. En las Islas del Almirantazgo se dice que cuando el mar se había secado para que apareciera el hombre, los dos primeros seres, después de plantar árboles y crear plantas alimenticias, hicieron dos hongos, uno de los cuales arrojó al cielo, creando la luna, mientras que La mujer arrojó la otra hacia arriba y formó el sol. El pueblo del sur de Nueva Guinea británico da una explicación diferente. Según esto, un hombre estaba cavando un hoyo profundo un día cuando descubrió la luna como un pequeño objeto brillante. Después de que lo sacó, comenzó a crecer, y finalmente, escapando de sus manos, se elevó hacia el cielo. Si la luna hubiera quedado en el suelo hasta que naciera naturalmente, habría dado una luz más brillante; pero como se sacó prematuramente, únicamente arrojó rayos débiles. Con esto podemos comparar un cuento de la Nueva Guinea alemana que narra cómo la luna fue guardada originalmente en un frasco por una anciana. Algunos muchachos descubrieron esto, y viniendo en secreto, abrieron el frasco, con lo cual salió la luna; y aunque trataron de sostenerla, se les escapó y se elevó hacia el cielo, con las marcas de sus manos en su superficie. 
La gente de la isla Woodlark tiene otro relato en el que el origen del sol y la luna está relacionado con el origen del fuego. De acuerdo con esto, al principio una anciana era la única dueña del fuego, y únicamente ella podía comer alimentos cocinados, mientras que otras personas debían devorarlos crudos. Su hijo le dijo: «Eres cruel. Ves que el taro nos quita la piel de las gargantas, pero no nos das fuego para cocinarlo»; pero como ella se mostró obstinada, él robó parte de la llama y se la dio al resto de la humanidad. Enojada por su acción, la anciana tomó lo que quedaba de su fuego, lo dividió en dos partes y las arrojó al cielo, la porción más grande se convirtió así en sol y la luna la más pequeña.
En todos estos mitos, el sol y la luna parecen ser considerados como objetos inanimados, o al menos como tales en su origen. Otro grupo de cuentos, sin embargo, los considera seres vivos. Como ejemplo hay una versión dada por una de las tribus de los Massim Provincia de Bahía Milne, distrito de Nueva Guinea Británica. Un día, una mujer que estaba observando su jardín cerca del océano, viendo a un gran pez que se divertía en las olas, salió al agua y jugó con el pez, sin dejar de hacerlo durante varios días. Poco a poco la pierna de la mujer, contra la que se había frotado el pescado, comenzó a hincharse y se volvió dolorosa hasta que por fin consiguió que su padre hiciera un corte en la hinchazón, cuando salió un bebé. Al niño, se le dio el nombre de Dudugera, creció entre los otros niños del pueblo hasta que un día, jugando un juego, lanzó su dardo a los otros niños en lugar de a la diana, con lo cual se enojaron y abusaron de él, burlándose de él y su familia. Temiendo que los demás le hicieran daño, la madre de Dudugera decidió enviarlo a su padre; así que ella llevó al niño a la playa, después de lo cual vino el gran pez, lo tomó en su boca, y lo llevó lejos al este. Antes de irse, Dudugera advirtió a su madre y familiares que se refugiaran bajo una gran roca, porque pronto, dijo, subiría a un pandanus y de allí hacia el cielo, y, como el sol, destruiría todas las cosas con su calor. Así que, de hecho, sucedió que, exceptuando a su madre y sus parientes, que escucharon el consejo de Dudugera, casi todo pereció. Para evitar su total aniquilación, su madre tomó una calabaza de lima y, al subir sobre una colina cerca de la cual salía el sol, le arrojó la lima a la cara cuando este se levantó, lo que hizo que el sol cerrara los ojos y disminuyera así la cantidad de calor.
El concepto de que originalmente no había noche es más bien característico de la mitología de Melaneslan: el día era perpetuo y la noche fue descubierta o llevada a la humanidad. En las islas Banks, después de que Qat formó hombres, cerdos, árboles y rocas, todavía no sabía cómo hacer la noche, porque la luz del día era continua. Sus hermanos le dijeron: «Esto no es nada agradable. Aquí no es más que un día. ¿No puedes hacer algo por nosotros?» Ahora Qat escuchó que en Vava, en las islas Torres, había noche, así que tomó un cerdo y fue a Vava, donde compró la noche a I-Qong (noche), que vivía allí. Otros relatos dicen que Qat navegó hasta el borde del cielo para comprar la noche a I-Qong, quien ennegreció sus cejas, le mostró dormir y le enseñó a hacer el amanecer. Qat regresó con sus hermanos, trayendo un ave y otras aves para avisar del amanecer. Les rogó a sus hermanos que prepararan camas de frondas de coco. Luego, por primera vez, vieron que el sol se hundía en el oeste, y le gritaron a Qat que se estaba alejando. «Pronto se habrá ido» , dijo él, y si ves un cambio en la faz de la tierra, eso es la noche, entonces dejó ir la noche, «¿Qué es esto que sale del mar?», gritaron, «y cubriendo el cielo?» «Eso es de noche», dijo él, «siéntate a ambos lados de la casa, y cuando sientas algo en tus ojos, acuéstate y cállate». En ese momento estaba oscuro, y sus ojos comenzaron a parpadear. «Qat! Qat! ¿Que es esto? ¿Moriremos?» Cierra los ojos, dijo él, eso es, vete a dormir. Cuando la noche había durado lo suficiente, el gallo comenzó a cantar y las aves a gorjear; Qat tomó un pedazo de obsidiana roja y cortó la noche con él; la luz sobre la que se había extendido la noche volvió a brillar, y los hermanos de Qat se despertaron.

### Origen del fuego
Los mitos del origen del fuego presentan varios tipos interesantes en el área del  melanés. Podemos comenzar con la forma ampliamente actual en la Nueva Guinea británica. Según una versión contada por el Motu, los antepasados de la gente actual no tenían fuego y comían todo crudo o la cocinaban al sol hasta que un día percibieron el humo, que se elevaba en el mar. Un perro, una serpiente, un pájaro y un canguro vieron este humo y preguntaron: «¿Quién irá a buscar fuego?» Primero, la serpiente dijo que haría el intento, pero el mar era demasiado áspero y se vio obligada a regresar. Luego se fue el canguro, pero él, también, tuvo que regresar. Uno tras otro, todos lo intentaron, excepto el perro, y todos fracasaron. Entonces el perro comenzó a nadar y nadó hasta que llegó a la isla donde se levantaba el humo. Allí vio mujeres cocinando con fuego, y tomó una ascua ardiente,
Algunas de las tribus Massim del este de Nueva Guinea británica tienen un origen bastante diferente, según el cual las personas no tenían fuego al principio, sino que simplemente calentaban y secaban su comida al sol. Sin embargo, había una cierta anciana llamada Goga que así preparaba comida para diez de los jóvenes, pero ella misma cocinaba comida con fuego, que obtenía de su propio cuerpo. Antes de que los niños volvieran a casa todos los días, ella eliminaba todos los rastros del fuego y cada trozo de comida cocinada para que no supieran su secreto; pero un día, un trozo de taro hervido se metió accidentalmente entre la comida de los muchachos, y cuando los más pequeños lo comieron, lo encontraron mucho mejor que lo que generalmente se le daba. Los jóvenes decidieron descubrir el secreto, de modo que al día siguiente, cuando fueron a cazar, los más jóvenes se escondieron en su casa y vieron a la anciana quitar el fuego de su cuerpo y cocinar con él. Después de que sus compañeros regresaron, él les contó lo que había visto y ellos decidieron robar parte del fuego. En consecuencia, al día siguiente cortaron un enorme árbol, sobre el cual todos intentaron saltar, pero únicamente los más jóvenes tuvieron éxito, así que los seleccionaron para robar el fuego. Esperó hasta que los otros se fueron, y luego regresó a la casa, agarró la ascua de fuego cuando la anciana no estaba mirando y salió corriendo con ella. La anciana lo persiguió, pero él saltó sobre el árbol, lo que ella no pudo hacer. Sin embargo, mientras corría, la ascua quemó su mano y la dejó caer en el pasto seco, que prendió fuego y prendió fuego a un pandanus que estaba cerca. En un agujero en este árbol, vivía una serpiente, cuya cola se incendió y se quemó como una antorcha. La anciana, al darse cuenta de que no podía alcanzar al ladrón, hizo que cayera una gran lluvia, esperando así poder apagar el fuego, pero la serpiente permaneció en su agujero y su cola no se extinguió. Cuando cesó la lluvia, los jóvenes salieron a buscar fuego, pero no encontraron ninguno, porque la lluvia lo había apagado todo; pero al fin vieron el agujero en el árbol, sacaron la serpiente y rompieron su cola, que todavía estaba encendida. Luego, haciendo un gran montón de leña, le prendieron fuego, y la gente de todas las aldeas vino y recibió ascuas, que se llevaron a casa con ellos.
Una serpiente en este cuento hace la parte del salvador del fuego; pero en otras formas del mito, la serpiente es la verdadera fuente o portadora de llamas. Una versión de las Islas del Almirantazgo es la siguiente: La hija de Ulimgau: la serpiente la vio y dijo: «¡Ven!», y la mujer respondió: «¿Quién te tendrá como marido?, eres una serpiente, no me casaré contigo». Pero respondió: «Mi cuerpo es ciertamente el de una serpiente, pero mi discurso es el de un hombre. ¡Ven!». Y la mujer fue y se casó con él, y después de un tiempo ella dio a luz un niño y una niña, y su esposo- serpiente la apartó y le dijo: «los cuidaré y les daré comida», la serpiente alimentó a los niños y ellos crecieron. Y un día tuvieron hambre, y la serpiente les dijo: «Id a pescar». Y pescaron y se los llevaron a su padre. Y él dijo: «Cocinar el pescado». Y respondieron: «El sol aún no ha salido». Poco a poco el sol se levantó y calentó a los peces con sus rayos, y comieron la comida aún cruda y sangrienta. Entonces la serpiente les dijo: «Ustedes dos son espíritus, porque comen su comida cruda. Tal vez me coman a mí. Usted, niña, quédese; y usted, muchacho, se mete en mi vientre». Y el niño tuvo miedo y dijo: «¿Qué debo hacer?» Pero su padre le dijo: Ven, y se deslizó en el vientre de la serpiente. Y la serpiente le dijo: «Toma el fuego y dáselo a tu hermana. Sal y reúne coco, ñame, taro y plátano». Así que el niño salió de nuevo, sacando el fuego del vientre de la serpiente. Y luego de haber traído la comida, el niño y la niña encendieron un fuego con la ascua que el niño había traído y cocinaron la comida. Y cuando hubieron comido, la serpiente les dijo: «¿Es mejor mi tipo de comida o tu tipo de comida?» Y ellos respondieron: «Tu comida es buena, la nuestra es mala». 
Similar a esto en que el elemento ígneo se obtuvo de las serpientes, pero, por otro lado, sugiere afinidad con la búsqueda de fuego de la Polinesia Maui, es un mito de los sulka de la actual en Nueva Bretaña: Un día un hombre llamado Emakong perdió uno de sus adornos, que cayó en una corriente. Se quitó la ropa, saltó y se lanzó para recuperar el objeto perdido, pero al llegar al fondo, se sorprendió al encontrarse en el patio de una casa. Mucha gente se acercó y le preguntó su nombre, y cuando contestó que se llamaba Emakong, uno de ellos dijo: «Oh, ese es también mi nombre», después de lo cual llevó al desconcertado hombre a su casa y le dio un nuevo vestido. Grande fue el asombro de Emakong al ver un fuego en la casa. Al principio le tenía miedo, pero después de haber recibido alimentos cocinados y haber encontrado esto mucho mejor que las viandas crudas que siempre había comido antes, perdió el miedo a lo nuevo. Cuando se hizo de noche, los grillos comenzaron a cantar y esto también lo alarmó, porque en el mundo de arriba no había noche, y los grillos eran desconocidos. Su terror se hizo aún mayor, sin embargo, cuando escuchó fuertes truenos por todos lados y vio a todas las personas convertirse en serpientes para dormir. Sin embargo, su tocayo lo tranquilizó y dijo que no debía temer, porque esa era su costumbre, y que cuando volviera el día, todos volverían a su forma humana. Luego, con un fuerte trueno, también se convirtió en una serpiente, y Emakong fue el único que conservó la forma del hombre. En la mañana, cuando los pájaros cantaron para anunciar el nuevo día, se despertó, y con un golpe todas las serpientes se convirtieron nuevamente en hombres. Su tocayo ahora le preparó un paquete que contenía la noche, algo de fuego, algunos grillos y los pájaros que cantaban al amanecer, y con este Emakong a la izquierda, ascendiendo a través del agua. Al llegar a la orilla, arrojó el fuego a la hierba seca, pero cuando la gente vio el fuego y escuchó el crepitar de la llama, se alarmaron mucho y todos huyeron. Emakong, sin embargo, corrió tras ellos y contándoles sus aventuras, les explicó el uso de las cosas que había traído.

### Origen de la muerte
Aunque no es cosmogónico en el sentido más estricto del término, podemos incluir aquí convenientemente los mitos dados para explicar el origen de la muerte. Según la versión actual en Ambrym, los buenos y los maliciosos dioses discutían sobre el hombre después de haber sido creado. El primero dijo: «Parece que nuestros hombres se llevan bien, pero ¿no te has dado cuenta de que sus pieles han comenzado a arrugarse? Todavía son jóvenes, pero cuando sean viejos, serán muy feos. Así que cuando eso suceda, nosotros los desollaremos como una anguila, y una nueva piel crecerá, y así los hombres renovarán su juventud como las serpientes y serán inmortales». Pero la deidad malvada respondió: «No, no será así. Cuando un hombre sea viejo y feo, cavaremos un hoyo en el suelo y pondremos el cuerpo en él, y así siempre estará entre sus descendientes». Y porque el que tiene la última palabra siempre prevalece, la muerte vino al mundo.
Con esto podemos comparar otra forma de mito contada en las Islas Banks, según la cual, en un principio, los hombres no murieron, sino que lanzaron sus pieles como serpientes y cangrejos, y así renovaron su juventud. Un día, una anciana fue a un riachuelo para cambiarse de piel y tiró su vieja piel al agua donde, mientras se alejaba flotando, se enganchó a un palo. Cuando se fue a casa, su hijo se negó a reconocerla en su nueva y juvenil forma y a pacificar al bebé de la casa, quien lloraba sin cesar, regresó y se puso su vieja piel, y se la volvió a poner. Desde ese momento, los hombres han dejado de arrojar sus pieles y han muerto cuando envejecen.
Según otros relatos, la muerte se debió a un error. Así, en las Islas Banks, se dice que en un principio los hombres vivieron para siempre, arrojando sus pieles, y que la permanencia de la propiedad en las mismas manos llevó a muchos problemas. Qat, por lo tanto, convocó a un hombre llamado Mate ("Muerte"), lo puso en una tabla y lo cubrió; después mató a un cerdo y dividió las propiedades de Mate entre sus descendientes, todos los cuales vinieron y comieron del banquete funerario. En el quinto día, cuando las caracolas fueron voladas para ahuyentar al fantasma, Qat quitó la cubierta y Mate se fue; únicamente quedaron sus huesos. Mientras tanto, Qat había enviado a Tagaro el Loco para ver el camino a Panoi, donde se dividen los caminos al inframundo y las regiones superiores, para ver que Mate no iba abajo; pero el Loco se sentó ante el camino del mundo superior para que Mate descendiera a los reinos inferiores; y desde entonces todos los hombres han seguido a Mate por el camino que tomó.
Otra explicación más es que la muerte se debió a la desobediencia. Así, los Baining en Nueva Bretaña dicen que un día el sol reunió todas las cosas y preguntó cuál deseaba vivir para siempre. Todos vinieron excepto el hombre; así las piedras y las serpientes viven para siempre, pero el hombre debe morir. Si el hombre hubiera obedecido al sol, habría podido cambiar su piel de vez en cuando como la serpiente, y así habría adquirido la inmortalidad.
Como último ejemplo de esta clase de mitos, hay uno que atribuye el origen de la muerte a la ingratitud. En el Grupo del Almirantazgo, un cuento declara que un hombre alguna vez salió a pescar; pero como un espíritu maligno deseaba matarlo y comérselo, huyó al bosque. Allí hizo que se abriera un árbol y, arrastrándose dentro, el árbol volvió a cerrarse, de modo que cuando llegó el ser maligno, no vio a su víctima y se fue, cuando se abrió el árbol y salió el hombre. El árbol le dijo: «Tráeme dos cerdos blancos», así que el hombre fue a su aldea y consiguió dos cerdos, pero engañó al árbol porque trajo únicamente uno blanco, el otro era negro blanqueado con tiza. Por esto, el árbol lo reprendió y le dijo: «Eres desagradecido, aunque fui bueno contigo. Si hubieras hecho lo que te pedí, podrías haberte refugiado en mí siempre que el peligro te amenazara. Ahora no puedes, y deberás morir». Entonces, como resultado de la ingratitud de este hombre, la raza humana está condenada a la mortalidad y no puede escapar de la enemistad de los espíritus malignos.

### Diluvio e inundación
De los mitos del diluvio del área melanesiana, unos pocos han sido reportados que no llevan las marcas de influencia misionera. Como se cuenta en la Nueva Guinea británica, la historia dice que una vez que ocurrió una gran inundación, el mar se elevó y desbordó la tierra, las colinas se cubrieron y personas y animales se apresuraron hacia la cima de Tauaga, la montaña más alta. Pero el mar siguió y todos tuvieron miedo. Sin embargo, el rey de las serpientes, Raudalo, no temía. Por fin dijo a sus sirvientes: «¿Dónde están ahora las aguas?» Y ellos respondieron:se están levantando, señor. Sin embargo, no miró el diluvio y, después de un espacio, volvió a decir: «¿Dónde están ahora las aguas?». y sus siervos respondieron como lo habían hecho antes. Y nuevamente les preguntó: «¿Dónde están ahora las aguas?» Pero esta vez todas las serpientes, hasta Titiko, Dubo y Anaur respondieron; «entonces Raudalo se dio la vuelta, ... y sacó su lengua bifurcada, y tocó con la punta las furiosas aguas que estaban a punto de cubrirlo. Y de repente, el mar no volvió a subir, sino que comenzó a fluir por el lado de la montaña. Todavía no estaba contento Raudalo, y él continuó la inundación cuesta abajo, una y otra vez sacando su lengua bifurcada para que no hubiera camino. Así fueron bajando la montaña y sobre el país llano hasta que llegaron a la orilla del mar. Y las aguas volvieron a reposar en su lecho y se detuvo la inundación».
Otro cuento de esta misma región presenta características de interés. Un día un hombre descubrió un lago en el que había muchos peces; y en el fondo del lago vivía una anguila mágica, pero el hombre no lo sabía. Cogió muchos peces y regresó al día siguiente con la gente de su aldea a la que le había contado su descubrimiento; y también tuvieron mucho éxito en la pesca, mientras que una mujer incluso se apoderó de la gran anguila, Abaia, que habitaba en las profundidades del lago, aunque se le escapó a la mujer. Ahora Abaia estaba enojado porque su pez y él mismo habían sido capturados, por lo que causó una gran lluvia esa noche, y las aguas del lago también aumentaron, todas las personas se ahogaron excepto una anciana que no había comido pescado y que se salvó en un subida en un árbol.

### Flujo geográfico
De los ejemplos dados se puede ver que los mitos de origen de Melanesia muestran una clara evidencia de orígenes compuestos. De pequeños grupos como las Islas del Almirantazgo se han recopilado varias leyendas bastante diferentes que explican lo mismo, y en toda el área existe una variedad sorprendente. En la medida en que está justificado atribuir un conjunto de mitos al estrato papú más antiguo y otro a la capa melanesiana posterior es muy difícil de decir, ya que se ha registrado muy poco de las tribus papúes más puras de la zona. La comparación con la Polinesia e Indonesia sugiere que los mitos del origen del mar, de la humanidad como originalmente tenían el poder de renovar su juventud cambiando las pieles, y de la obtención de fuego de o con la ayuda de serpientes, eran principalmente papúes. Para que no aparezcan rastros de ninguno de ellos, y únicamente el primero se encuentra en forma algo mutilada en Samoa, pero en ninguna otra parte de la Polinesia. Sin embargo, otros temas, como el origen de los seres humanos a partir de huevos o de un coágulo de sangre, son ampliamente conocidos en Indonesia y también ocurren en la Polinesia occidental y sudoeste, y parecen ser elementos inmigrantes de la gran corriente cultural que pasando de Indonesia hacia el este y el Pacífico, barrió con mayor fuerza las regiones del noreste y sureste de Melanesia.

## Cultura de héroes
Una de las características más notables de la mitología melanesia es la prominencia de cuentos relacionados con dos héroes de la cultura, uno de los cuales es, por regla general, sabio y benevolente, mientras que el otro es tonto y malicioso; o un grupo de hermanos, generalmente diez o doce en número, dos de los cuales, uno sabio y otro tonto, son especialmente sobresalientes. De este modo, se desarrolla una especie de dualismo rudimentario que contrasta bastante con la mitología indonesia, al tiempo que muestra puntos de contacto con las ideas polinesias y micronesias.
En Nueva Bretaña ya se ha visto cómo To-Karvuvu imitó sin éxito a To-Kabinana en la creación de la mujer; y en las formas locales del mito del origen de la muerte fue To-Karvuvu quien lloró y se negó a reconocer a su madre cuando ella se despojó de su piel y se rejuveneció, por lo que fue el responsable directo de la entrada de la muerte en el mundo. Algunos otros ejemplos de su insensatez se pueden dar de la misma región. Según uno de estos cuentos, To-Kabinana y To-Karvuvu estaban un día caminando por los campos cuando el primero le dijo a este último: «Ve y cuida a nuestra madre». Así que To-Karvuvu fue, llenó un recipiente de bambú con agua, lo vertió sobre su madre, calentó piedras en el fuego, la mató y la puso en el horno para asar, después de lo cual regresó con To-Kabinana, quién le preguntó cómo estaba su madre y si la había cuidado bien. To-Karvuvu respondió: «La he asado con piedras calientes», y su hermano preguntó: «¿Quién te dijo que hicieras eso?» «Oh», respondió él, «¡Creí que habías dicho que la matara!» pero To-Kabinana declaró: «Oh, tonto, morirás antes que yo. Nunca dejas de hacer tonterías. Nuestros descendientes ahora cocinarán y comerán carne humana».
En otra ocasión, To-Kabinana le dijo a su hermano: «Ven, construyamos una casa», y en consecuencia cada uno construyó una vivienda, pero To-Kabinana cubrió su casa afuera, mientras que su hermano tonto cubrió la suya por dentro. Entonces To-Kabinana dijo: «¡Hagamos lluvia!» así que realizaron la ceremonia apropiada, y en la noche llovió. La oscuridad presionó fuertemente a To-Karvuvu para que se sentara, y la lluvia atravesó el techo de su casa y cayó sobre él, y lloró. Por la mañana, se acercó a su hermano y le dijo: «La oscuridad me presionó, y el agua de lluvia me mojó, y lloré». Pero cuando To-Kabinana preguntó: «¿Cómo construiste tu casa?» el otro respondió: «Lo cubrí con la cubierta del techo interior. No es como el tuyo». Luego ambos fueron a mirarlo, y To-Karvuvu dijo: «Ls derribaré y construiré como la tuya». Pero su hermano se compadeció de él y le dijo: «No hagas eso. Los dos viviremos juntos en mi casa».
Muchas de las cosas malas o dañinas en el mundo fueron obra del hermano necio. Un día To-Kabinana talló un pez Thum en madera y lo dejó flotar en el mar y lo hizo vivo para que siempre pudiera ser un pez; y el pez Thum condujo al pez Malivaran a tierra en gran número para que pudieran ser capturados. Ahora To-Karvuvu los vio, y le preguntó a su hermano dónde estaban los peces que forzaron al Malivaran, a pescar en la orilla, que él también deseaba hacer algunos. En consecuencia, To-Kabinana le dijo que hiciera la figura de un Thum-Pez, pero en cambio el estúpido hombre esculpió la efigie de un tiburón y la puso en el agua. Sin embargo, el tiburón no llevó al otro pez a la orilla, sino que se los comió a todos, por lo que To-Karvuvu fue a llorar a su hermano y le dijo: «Desearía no haber hecho mi pescado, porque él se come a todos los demás»; con lo cual To-Kabinana preguntó: «¿Qué clase de pez hiciste?» y él respondió: «Un tiburón». Entonces To-Kabinana dijo: «De hecho, eres un tipo estúpido. Has hecho que nuestros descendientes sufran. Ese pez se comerá a todos los demás, y él también se comerá a la gente».
Se ve que los personajes de los dos hermanos se distinguen con bastante claridad, siendo To-Karvuvu en estos cuentos (como en muchos otros de esta misma área) tontos o estúpidos en lugar de maliciosamente diseñados, aunque sus locuras suelen ser responsables de los problemas y tribulaciones de la vida humana; mientras que To-Kabinana, por otra parte, aparece como activamente benevolente, sus actos bienintencionados en favor de la humanidad se ven frustrados por su hermano. Historias de un tipo similar se han recopilado en uno o dos puntos en la costa de Nueva Guinea Alemana, pero parecen ser mucho menos comunes que entre la población costera de Nueva Bretaña. De la Nueva Guinea británica, parece que se han recopilado algunos relatos de este tipo, aunque las historias de los hermanos sabios y tontos prevalecen en las islas de Salomón, Santa Cruz y Banks y en las Nuevas Hébridas.
En las Islas Banks, Qat es el gran héroe, y se cuentan muchas historias sobre él y sus once hermanos, todos ellos llamados Tagaro, uno de ellos Tagaro el Sabio, y otro Tagaro el Tonto. En las historias contadas en Mota, parece que todas se combinaron contra Qat y se esforzaron por matarlo; pero en Santa María, otra isla del grupo, Qat tiene su antítesis en Marawa, la araña, un personaje que en Mota parece convertirse en amigo y guía de Qat. Así, según un relato, cuando Qat terminó su trabajo de creación, propuso a sus hermanos, Tagaro, que fabricaran canoas para sí mismos. Qat mismo cortó un gran árbol y trabajó en secreto todos los días, pero no hizo ningún progreso, ya que cada mañana, cuando volvió a su tarea, descubrió que todo lo que se había hecho el día anterior se había deshecho, y el tronco... hecho sólido de nuevo. Al terminar el trabajo, una noche, decidió esperar y ver lo que pasaba y, por consiguiente, se hizo muy pequeño, se escondió bajo una gran astilla que sacó de la pila que había hecho durante el día. Poco a poco, un hombrecito apareció por un agujero en el suelo y comenzó a colocar las astillas nuevamente, cada una en el lugar del cual había sido cortado, hasta que todo el tronco del árbol estuvo casi entero una vez más, únicamente faltaba una pieza, aquella bajo el cual Qat se había escondido. Finalmente, el viejo lo encontró, pero justo cuando estaba a punto de levantarlo, Qat saltó, creció a su tamaño completo y levantó su hacha para matar al anciano que había interferido con su trabajo. Este último, sin embargo, era Marawa disfrazado, le rogó a Qat que le perdonara la vida, prometiéndole completar la canoa si lo hacía. Entonces Qat tuvo piedad de Marawa, y él terminó el bote, Usando sus uñas para sacar y raspar. Cuando las canoas se terminaron, Qat les dijo a sus hermanos que lanzaran las suyas, y mientras cada uno se deslizaba en el agua, levantó la mano y el bote se hundió; con lo cual aparecieron Qat y Marawa, remando en su canoa y sorprendiendo a los otros hermanos, quienes no sabían que Qat estaba con el mismo trabajo.  
Después de esto, los hermanos intentaron destruir a Qat para que pudieran poseer a su esposa y canoa. «Un día lo llevaron al agujero de un cangrejo de tierra debajo de una piedra, que ya habían preparado cavando debajo de él, que estaba listo para caer sobre él. Qat se arrastró hasta el agujero y comenzó a cavar en busca del cangrejo; sus hermanos volcaron la piedra sobre él, y al pensar que se había aplastado hasta la muerte, huyeron para apoderarse de Ro Lei y la canoa. Pero Qat llamó a Marawa por su nombre: «¡Marawa! Llévame a Ro Lei», y por la noche, cuando sus hermanos llegaron a la aldea, se sorprendieron al ver a Qat y a su esposa sentada». Trataron de matarlo de muchas otras maneras, pero sus planes se vieron frustrados y siempre fue el vencedor Qat.
El elemento de la oposición de los hermanos sabios y tontos se resalta mejor, al parecer, en las Nuevas Hébridas, donde Tagaro se convierte en el actor principal y se enfrenta a Suqe-matua. «Tagaro quería que todo fuera bueno, y no hubiera dolor ni sufrimiento; Suqe-matua lo tendría todo mal. Cuando Tagaro hizo las cosas, él o Suqe-matua las arrojaron al aire; lo que atrapó Tagaro era bueno para la comida, lo que se perdió no vale nada». En una isla vecina, Tagaro uno de los doce hermanos, como en las Islas Banks, y por lo general  es Suqe-matua, quien continuamente lo frustra. En la Isla de los Leprosos, Tagaro y Suqe-matua compartieron el trabajo de la creación, pero todo lo que hizo este último fue incorrecto. Así, cuando hicieron los árboles, los frutos de Tagaro eran buenos para la comida, pero los de Suqe-matua eran amargos; cuando crearon a los hombres, Tagaro dijo que debían caminar erguidos sobre dos piernas, pero Suqe-matua dijo que debían ir como cerdos; Suqe-matua quería que los hombres durmieran en los troncos de las palmeras de sagú, pero Tagaro dijo que deberían trabajar y vivir en casas. Así que siempre estuvieron en desacuerdo, pero prevaleció la palabra de Tagaro. En esta última característica tenemos exactamente lo contrario de las condiciones en Nieva Bretaña Se decía que Tagaro era el padre de diez hijos, el más inteligente de los cuales era Tagaro-Mbiti.
En otra parte de la isla, el oponente de Tagaro, aquí conocido como Meragbuto, se vuelve más como un simple tonto, y muchos son los trucos que Tagaro juega con él. "Un día Meragbuto vio a Tagaro, que acababa de engrasar su cabello con coco. aceite, y admirando el efecto en gran medida, preguntó cómo se había producido este resultado. Tagaro le preguntó si tenía gallinas, y cuando Meragbuto respondió que tenía muchas, Tagaro dijo: «Bueno, cuando se hayan posado en los árboles, ¿verdad? Ve y siéntate debajo de un árbol, y úngete con la pomada que te tirarán.» Meragbuto cumplió exactamente las instrucciones y frotó no únicamente su cabello, sino todo su cuerpo con el excremento de las aves. Al día siguiente fue con orgullo a un festival, pero tan pronto como se acercó, todos salieron corriendo, gritando por el olor intolerable; fue entonces cuando Meragbuto se dio cuenta de que había sido engañado y se lavó en el mar.
En otra ocasión, Tagaro colocó un tabú sobre todos los cocos para que nadie los comiera; pero Meragbuto no prestó atención a esta prohibición, comiendo y comiendo hasta que había devorado a casi todos ellos. Entonces, Tagaro tomó un pequeño coco, arrancó la mitad de la carne y dejó el resto en la cáscara, se sentó a esperar la llegada de Meragbuto, que apareció poco a poco, y al ver el coco, le preguntó a Tagaro si era suyo. «Sí», dijo Tagaro, «si tienes hambre, cómelo, pero con la condición de que lo comas todo». Entonces Meragbuto se sentó y raspó el resto de la cáscara y la comió; pero a pesar de que raspaba y raspaba, siempre quedaba más, y así siguió comiendo todo el día. Por la noche, Meragbuto le dijo a Tagaro: «Mi primo, no puedo comer más, me duele el estómago». Pero Tagaro respondió: «No. Puse un tabú en las nueces de coco, y usted lo descartó; ahora debes comerlo todo». Así que Meragbuto continuó comiendo hasta que finalmente explotó y murió. Si no hubiera muerto, no habría habido más coco, porque los habría devorado a todos.
Uno de los rasgos más característicos de la mitología polinesia es la prominencia del ciclo de Maui; y si comparamos estos cuentos polinesios con las historias melanesias de los hermanos sabios y tontos, hay una sugerencia de algún tipo de relación entre ellos. Sin duda, la similitud radica principalmente en el hecho de que en ambas regiones hay un grupo de hermanos, uno de los cuales es capaz, el otro incapaz o tonto, mientras que las hazañas reales de las dos áreas son diferentes. Nuevamente, es en Nueva Zelanda que incluso esta pequeña cantidad de correspondencia es perceptible. Sin embargo, a pesar de esta base muy débil para la comparación, parece que, en vista de la ausencia relativa de este tipo de historia en el resto del área del Pacífico, que la sugerencia de conexión entre los dos grupos de mitos merece una investigación más a fondo. Esto es especialmente evidente en vista del segundo de los dos puntos a los que se ha hecho referencia, es decir, la similitud entre Tagaro, el nombre de los hermanos melanesios en las Nuevas Hébridas, y la deidad polinesia Tangaroa, que aparece en varios aspectos, es decir como un simple dios del mar en Nueva Zelanda, como el creador de la Sociedad y los Grupos de Samoa, y como una deidad malvada en Hawái. Todavía no es posible determinar la relación exacta entre el polinesio Tangaroa y el nuevo hebridiano Takaro, pero es probable que exista alguna conexión entre ellos. Puede ser que el uso del nombre en las Nuevas Hébridas se deba a un préstamo durante el contacto polinesio relativamente reciente; pero de otra manera, es posible que Tangaroa sea una modificación polinesia del Tagaro melanesio. La uniformidad general de las concepciones de Tagaro en Melanesia, en contraste con el carácter variado de Tangaroa en la Polinesia, agrega una dificultad considerable al problema. La aclaración final del rompecabezas debe esperar, sin embargo, los materiales disponibles en la actualidad no están lo suficientemente completos como para permitir extraer conclusiones concretas.

## Cuentos misceláneos

### Caníbales
Una clase muy común de cuentos en Melanesia trata con caníbales y monstruos, el grupo general o más variado de mitos bien puede comenzar con ejemplos de este tipo. Según lo dicho por los Sulka, una tribu de Papúa en Nueva Bretaña, una de estas historias es la siguiente. Una vez, hubo un caníbal y su esposa que habían matado y comido a muchas personas, por lo que, temiendo por su vida, la gente decidió abandonar su aldea y buscar seguridad en la huida. En consecuencia, prepararon sus canoas, cargaron todos sus bienes a bordo y se prepararon para partir; pero Tamus, una de las mujeres de la aldea, estaba embarazada, de modo que las otras se negaron a llevarla con ellas, diciendo que ella sería una carga para el viaje. Ella nadó detrás de ellos, sin embargo, y se aferró al remo de una de las canoas, pero la golpearon, obligándola a regresar a la aldea desierta y a vivir allí. A su debido tiempo ella dio a luz a su hijo, y cuando él creció un poco, ella lo dejaba en su choza mientras salía a buscar comida, advirtiéndole que no hablara ni se riera, no fuera que los caníbales lo oyeran y vinieran a comerlo. Un día su madre le dejó una dracaena, la planta como un juguete, y cuando ella se fue, se dijo a sí mismo: «¿Qué haré con esto, mi hermano o mi primo?» Luego sostuvo la dracaena, detrás de él, y se convirtió en un niño, con quien jugaba y hablaba. Resolviendo ocultar la presencia de su nuevo amigo Pupal, de su madre, le dijo a su regreso: «Madre, quiero hacer una partición en nuestra casa; entonces puedes vivir de un lado y yo viviré del otro», y así lo hizo, ocultando a Pupal. En su parte de la casa. De vez en cuando, su madre pensó que escuchó a su hijo hablar con alguien y se sorprendió de la cantidad de comida y bebida que necesitaba; pero aunque a menudo le preguntaba si estaba solo, siempre declaraba que lo estaba. Al final, un día descubrió a Pupal y luego se enteró de cómo había venido de la dracaena. Estaba contenta de que su hijo ahora tuviera un compañero, y los tres vivían felices juntos.
Sin embargo, Tamus temía más que nunca que los caníbales escucharan sonidos, y sospechando la presencia de personas en la aldea desierta, vendrían a comerlos; pero los dos muchachos la tranquilizaron diciendo: «No tengas miedo; los mataremos si se atreven a venir». En consecuencia, haciéndose escudos y lanzas, practicaban la puntería y también erigían una barricada resbaladiza alrededor de la casa, por lo que sería difícil escalarla. Cuando terminaron sus preparativos, establecieron un columpio cerca de la casa y, mientras estaban columpiándose, gritaron a los caníbales: «¿Dónde estáis? Estamos aquí, venid a comernos»". Los caníbales lo oyeron y uno le dijo al otro: «¿No oyes a alguien que nos llama allí? ¿Quién puede ser? Ya que nos los hemos comido a todos». Así que se dirigieron a la aldea para ver qué podría haber hecho el ruido, mientras que los dos muchachos estaban listos para esconderse. Cuando los caníbales intentaron escalar la barricada, se resbalaron y cayeron, y los muchachos salieron corriendo y los mataron a ambos después de una dura lucha. Luego, los niños llamaron a la madre, que había estado muy aterrorizada, y cuando ella vino y vio a los dos caníbales muertos, encendió un fuego, cortaron los cuerpos y los quemaron, salvando los pechos de la ogro. Tamus los colocó en una cáscara de coco y lo dejaron flotar en el mar y dijeron: «Vayan a la gente que huyó de aquí y si preguntan: '¿Han matado los caníbales a Tamus, y estos son sus pechos?'  '¿Tamus ha dado a luz un hijo y ha matado a los caníbales, y estos son los pechos de la ogra?'» La cáscara de nuez de coco se alejó de una vez y poco a poco llegó a la nueva aldea construida por la gente que había huido años antes. Todo ocurrió como Tamus había previsto, y con la ayuda de la cáscara de coco y su contenido, la gente aprendió la verdad. Cuando descubrieron la muerte de los caníbales, se llenaron de alegría y se dirigieron de inmediato a su antiguo hogar; pero justo cuando estaban a punto de llegar, el hijo de Tamus y Pupal los atacaron, y este último dijo: «Abandonaste a mi madre y la golpeaste. Ahora, no regresarás». Después de un tiempo, sin embargo, cedió y permitió que la gente volvieran, y todos vivieron juntos de nuevo felices y seguros en su antiguo hogar.
Otra historia caníbal que presenta características interesantes se cuenta en las Nuevas Hébridas. Hubo una vez un caníbal llamado Taso, que  un día mató a la hermana de Qatu , pero no la comió porque estaba embarazada. Así que él abandonó su cuerpo en un matorral, y allí, aunque su madre estaba muerta, los gemelos nacieron. Encontraron agua de lluvia recolectada en hojas muertas, y brotes de plantas que podían comer; así que vivieron, y cuando tuvieron la edad suficiente para caminar, vagaron por el bosque hasta que un día encontraron una cerda que pertenecía a su tío Qatu. Venía diariamente a darle comida, pero cuando se había ido, los niños comían parte de las provisiones de la cerda. Así crecieron, y sus pieles y cabellos eran claros. Qatu se preguntaba por qué su cerda no se engordaba y, observando, descubrió los que se la comían y los atrapó; pero cuando le dijeron quiénes eran, les dio la bienvenida como a sus sobrinos y se los llevó a casa con él. Después de que se hicieron más grandes, hizo pequeños lazos de frondas de sagú para ellos, y cuando pudieron disparar a lagartos, rompió los lazos, dándoles unos más grandes con los que derribaron algo mayor; y así los entrenó hasta que crecieron y pudieron disparar a cualquier cosa. Cuando eran hombres jóvenes, Qatu les contó sobre Taso y cómo había asesinado a su madre, advirtiéndoles que tuvieran cuidado, para que no los atrapara. Los gemelos, sin embargo, decidieron matar al caníbal, así que colocaron un tabú en un árbol de plátano que les pertenecía y le dijeron a su tío: «Si nuestro racimo de plátanos comienza a madurar en la parte superior y madura hacia abajo, sabrá que Taso nos ha matado, pero si comienza a madurar en el fondo y madura hacia arriba, lo habremos matado». Entonces partieron para matar a Taso, pero cuando llegaron a su casa, él había ido a la playa para afilar sus dientes, y únicamente su madre estaba en casa. En consecuencia, fueron y se sentaron en la casa de los hombres de gamal, a esperarle, y encendiendo un fuego en el horno, asaron algunos ñames, y pusieron las piedras a calentar en el fuego. Entonces, la madre de Taso cantó una canción, diciendo que había dos hombres en el gamal y que deberían ser comida para él y para ella; así que el caníbal regresó rápidamente de la orilla y, cuando llegó, movió la cabeza de un lado a otro, golpeando los árboles para que se derrumbaran. Cuando llegó al gamal trepó por la barandilla de la puerta, pero los muchachos inmediatamente le arrojaron todas las piedras calientes del horno y lo derribaron, y luego lo golpearon hasta que murió, después mataron a su madre y le prendieron fuego y a la casa sobre ellos. Qatu, al oír el estallido de los bambúes mientras se quemaba la casa, dijo: «¡Ay, Taso probablemente ha quemado a los niños!» Sin embargo, apresurándose a ver qué había sucedido, se encontró con ellos en el camino y escuchó de ellos que habían matado a Taso y habían vengado a su madre.
Aunque muy temidos, y capaces de destruir personas en número, los caníbales generalmente se representan como estúpidos y se engañan fácilmente, como se muestra en los siguientes dos cuentos. En un pueblo vivían cuatro hermanos, el mayor de los cuales un día tomó su arco y salió a disparar peces. Aquellos que estaban heridos, los enterró en la arena, y así continuó hasta que su flecha golpeó y se atascó en el tronco de un árbol frutal; después de lo cual, mirando hacia arriba y viendo frutos maduros, trepó al árbol y arrojó varios de ellos hacia abajo. Un viejo caníbal escuchó el sonido cuando cayeron y dijo: «¿Quién es el que me está robando la fruta?» El hombre del árbol respondió: «Soy yo con mis hermanos», y el viejo ogro respondió: «Bueno, veamos si lo que dices es verdad. Llámalos». En consecuencia, el hombre gritó: «¡Mis hermanos!» y todos los peces que había enterrado en la arena, respondieron, de modo que sonaba como si muchos hombres estuvieran cerca; con lo cual el caníbal se asustó y dijo: «Es cierto, pero apúrate, toma lo que quieras, únicamente déjame a los más pequeños». Entonces el hombre tomó el fruto del pan, recogió el pescado que había enterrado y se fue a su casa; pero cuando sus hermanos le rogaron que compartiera su comida con ellos, o al menos que les diera la piel de los peces, él se negó, diciéndoles que fueran a buscar algo para sí mismos. 
Al día siguiente, el segundo hermano se fue, siguió las huellas de su hermano, imitó su procedimiento y regresó con pescado y fruta; el tercer hermano hizo lo mismo al día siguiente; y luego llegó el turno del cuarto para ir. Sin embargo, no pudo enterrar a los peces heridos, pero los mató, y cuando el caníbal le pidió que llamara a sus hermanos, no hubo respuesta. «Ajá», dijo el caníbal, «ahora te tengo. Debes bajar del árbol». «¡Oh si!» dijo el hermano más joven: «Descenderé de ese árbol». Rápidamente, el ogro tomó su hacha y cortó el árbol, y de esta manera derribó a todos los que estaban cerca. «Ahora, seguro que te tengo a ti», dijo él, pero el hermano más joven respondió: «No, descenderé con tu hija menor». Entonces el caníbal se precipitó hacia ella y le dio un golpe fatal; y así, el hombre en el árbol indujo al monstruo estúpido a matar a todos sus hijos y a su esposa y finalmente a cortar su propia mano, después de lo cual el hombre bajó del árbol y mató al ogro.
La siguiente historia presenta características sorprendentes de acuerdo con ciertos cuentos indonesios. Un hombre y su familia habían secado y preparado una gran cantidad de alimentos, que almacenaron en su hogar; y un día, cuando el hombre había ido a su campo a trabajar, un caníbal llegó a la casa y, viendo todas las provisiones, resolvió obtenerlas. Así que le dijo a la esposa del hombre, que se había quedado solo con los niños: «Mi prima me dijo que te dijera que me dieras un paquete de comida». La mujer le dio uno y lo escondió en el bosque, después de lo cual regresó y repitió su petición, llevándose así toda la comida que la gente había almacenado. Finalmente, tomó a la mujer y a sus hijos, los encerró en una cueva y se fue, de modo que cuando el esposo regresó, encontró su casa vacía. Buscando, finalmente escuchó que su esposa lo llamaba desde la cueva donde estaba encarcelada, y ella le contó cómo el caníbal, después de robarles la comida, la había tomado a ella y a los niños. A pesar de que su marido lo intentó, no pudo abrir la cueva, y se vio obligado a permanecer allí indefenso mientras su esposa y su familia murieron de hambre, después de lo cual regresó a su ciudad y se puso los brazaletes de viudo. Un día, el viejo caníbal se acercó y, al verlo sentado allí, admiró los adornos trenzados que llevaba el hombre, pero no sabía qué eran. Le pidió al hombre que le hiciera algo como ellos, y el viudo estuvo de acuerdo y le dijo: «Primero debes irte a dormir, luego puedo hacerlos apropiadamente». Así que fueron a buscar un lugar adecuado, llevó al caníbal a una gran raíz de árbol en el canal del arroyo y le dijo que este sería un buen lugar. Creyéndolo, el caníbal se tendió en la raíz y se durmió, con lo cual el hombre tomó fuerza y con rattán y vides ató al monstruo, después rápidamente llamó a los pájaros para que rompieran la presa y dejar que la inundación bajara el río, el mismo corrió hacia la orilla para su seguridad, y cuando el caníbal despertado por el agua que se elevaba más y más alto, gritó: «¿Qué es esta cosa fría que me toca?» el hombre respondió: "«Tú, malvado monstruo de la cueva, seguramente fue para ti que preparamos toda la comida, y viniste y te la comiste. También mataste a mi esposa e hijos, y ahora quieres que haga un brazalete para ti». Luego se arrancó los brazaletes y los signos de luto y los tiró, mientras el agua subía por encima de la cabeza del caníbal y lo ahogaba.

### Fantasmas
Igualmente típicos de Melanesia son los muchos cuentos de fantasmas; y un ejemplo del Kai, una tribu de Papúa de la Nueva Guinea Alemana, es el siguiente. Un día, varios hermanos que estaban reuniendo material para hacer brazaletes se habían subido a un gran árbol, cuando el más pequeño dio un paso en falso y se cayó al suelo. Los otros hermanos, que no podían ver lo que había sucedido a causa del espeso follaje, gritaron: «¿Qué fue lo que cayó?» el fantasma del hermano muerto, sin embargo, todavía estaba en el árbol y dijo: «Pisé una rama muerta que se rompió», y así, mintiendo a sus hermanos, descendió del árbol delante de ellos, envolvió su cuerpo en hojas, y lo escondió. Cuando sus hermanos bajaron, el fantasma los acompañó, pero en el camino de repente dijo: «¡Oh! Me olvidé y dejé algo en ese árbol, esperadme hasta que lo consiga». En consecuencia, esperaron a que el fantasma regresara, recogiera su cuerpo y lo trajera, pero lo escondió nuevamente antes de llegar al lugar donde estaban sus hermanos. Luego, todos se dirigieron hacia el pueblo, pero después de un rato repitió el truco varias veces hasta que sus hermanos, desconfiando, observaron y descubrieron cómo habían sido engañados. Entonces, todos huyeron y, llegando al pueblo, gritaron: «Hemos visto algo misterioso... cierren las puertas.» Así que todas las personas obedecieron, todas menos una anciana y su nieto, porque ella no había escuchado la advertencia y dejó la puerta abierta. 
Poco a poco llegó el fantasma, cargando su cuerpo sobre su espalda. Intentó arrojar su cadáver a la primera casa, pero golpeó contra la puerta cerrada y volvió a caer; así que lo recogió y lo lanzó en el siguiente con el mismo resultado. Así probó con todas las casas hasta que llegó a la última, donde vivía la anciana; y aquí, porque la puerta estaba abierta, el fantasma tuvo éxito y arrojó su cuerpo a la casa. Rápidamente, la anciana tomó el paquete y lo tiró de nuevo, pero el fantasma lo atrapó y lo arrojó hacia atrás. Así continuaron enviando el cuerpo de aquí para allá; pero por fin la anciana tomó a su nieto por error y lo echó, y el fantasma gritó: «¡Qué bueno! Ahora me has dado algo de comer». La anciana entonces dijo: «Devuélvelo de nuevo», pero el fantasma respondió, pensando en engañarla, «¿Primero tiras mi cuerpo? Luego lo devolveré.» Así estuvieron discutiendo hasta que se acercó el amanecer, cuando la anciana gritó: «El amanecer está llegando. ¿Eso significa algo para ti o para mí?» Ya que el fantasma respondió: «¡Para mí!», la mujer se demoró hasta que llegó el día. La luz del sol puso al fantasma en peligro, por lo que arrojó al nieto y recibió su propio cuerpo a cambio, pero al no poder ocultarse más, se convirtió en un salvaje, mientras su cuerpo se convertía en un trozo de corteza de la planta de taro. 

### Animales
En muchas partes de Melanesia se encuentra un tipo de cuento que parece ser raro en la Polinesia e Indonesia, pero es, por otro lado, común en Australia, es decir, las historias cuentan las marcas peculiares o las características de diferentes animales, plantas, o cosas inanimadas. En la Isla de los Leprosos en las Nuevas Hébridas, el origen de los ñames buenos y malos tiene una explicación: un día, una gallina y sus diez polluelos se encontraron con un ñame salvaje, que se levantó después de un rato y se comió uno de los pollos. Los sobrevivientes llamaron a un milano, que le dijo a la gallina: «Pon los pollos debajo de mí», y cuando llegó el ñame y le preguntó a la cometa dónde estaban los pollos, el ave respondió: «No sé»". Entonces, el ñame regañó al milano, y este último, voló alto en el aire y lo tiró al suelo. Luego otro milano recogió al ñame y la dejó caer, de modo que el ñame se rompió en dos partes; y así, los dos milanos dividieron el ñame entre ellas, de modo que algunos ñames son buenos y otros son malos.
La historia de cómo la tortuga consiguió su caparazón se cuenta a continuación en la Nueva Guinea Británica. La tortuga y el ualabí, un día hambrientos, fueron juntos al jardín-huerto del mono y comenzaron a comer sus plátanos y su caña de azúcar. Mientras estaban ocupados en eso, los pájaros preparaban un banquete, y Binama, el mono, les pidió a uno de ellos que fuera a la orilla en busca de un poco de agua salada para darle sabor a la comida. Varios se excusaron, porque temían que un enemigo pudiera matarlos, pero al final la motacilla alba accedió a ir, y en el camino pasó por el jardín de Binama, donde vio al ualabí y la tortuga. La tortuga se asustó mucho al ser descubierta y dijo: «Tu amo nos dejó que comiéramos sus plátanos, porque teníamos hambre». La motacilla sabía que esto no era cierto, pero no dijo nada, consiguió el agua de mar, y volviendo al pueblo por otro camino, gritó: «Amigos, la tortuga y el ualabí están comiendo en el jardín de nuestro amo». Entonces todas las personas se enojaron y, consiguiendo sus lanzas, corrieron y rodearon el jardín. El ualabí, viendo su peligro, dio un gran salto y escapó, pero la tortuga, al no tener medios de vuelo, fue capturada y llevada prisionera a la casa de Binama, donde fue atada a un palo y colocada en un estante hasta la mañana, cuando Binama y los otros fueron a buscar comida para hacer un banquete, en el cual tenían la intención de matar a la tortuga. Solo los hijos de Binama se quedaron en la casa, y la tortuga, hablándoles en voz baja, dijo: «Aflojen mis ataduras, oh hijos, para que podamos jugar juntos». Lo hicieron y luego, a petición de la tortuga, buscaron lo mejor de los ornamentos de su padre, que la tortuga se puso mientras se arrastraba. Esto divirtió a los niños y se rieron a carcajadas, porque la tortuga se había puesto un gran collar de cuentas alrededor de su cuello y brazaletes de concha en sus brazos y un enorme cuenco de madera en su espalda. Poco a poco se oía el regreso de la gente; y tan pronto como la tortuga se dio cuenta de esto, corrió velozmente hacia el mar, mientras los hijos de Binama gritaban: «¡Vengan rápido, porque la tortuga está huyendo!» Así que todas las personas se pusieron a perseguir a la tortuga, pero ella logró alcanzar el mar y se perdió de vista. Cuando la gente llegó a la orilla, gritaron: «¡Muéstrate! ¡Levanta la cabeza!» En consecuencia, la tortuga se levantó y asomó la cabeza por encima del agua, con lo cual los pájaros le arrojaron grandes piedras y rompieron uno de los brazaletes; tiraron de nuevo y destruyeron el otro; y de nuevo para golpear el collar, de modo que la cuerda cedió y las cuentas se perdieron. Luego, por última vez, pidiendo a la tortuga que se mostrara, lanzaron piedras muy grandes que cayeron sobre el cuenco de madera sobre su espalda, pero no lo consiguieron romper, y la tortuga no sufrió daños.  Consiguió huir lejos del mar, y hasta el día de hoy todas las tortugas cargan sobre sus espaldas el cuenco que una vez estuvo en la casa de Binama.
De Nueva Bretaña es la siguiente historia: un día, cuando el canguro caminava seguido de un perro comió una fruta de lapua amarilla y el perro le preguntó: «Dime, ¿qué has comido que tu boca es tan amarilla?» El canguro respondió: «Hay algo de eso en allí», apuntando a un montón de suciedad; con lo cual el perro, pensando que era bueno, corrió rápidamente y se lo comió, únicamente para escuchar a su compañero reírse y decir: «Escucha, amigo, lo que comí fue una fruta de lapua amarilla; lo que tu has comido es simplemente inmundicia». Enfurecido por el truco jugado con él, el perro resolvió vengarse, y así, a medida que avanzaban hacia la orilla del mar, se adelantó a su compañero y enterró sus patas delanteras en la arena, se acercó el canguro, y el perro dijo: «¡Gracioso, pero tienes largas patas delanteras! Rompe un pedazo de tus largas patas. He roto un pedazo mío como ves, y ahora las mías son hermosas y cortas. Haz lo mismo, y entonces ambos seremos iguales.» Entonces el canguro rompió un trozo de cada una de sus patas delanteras y tiró los trozos, y el perro saltó y dijo triunfante: «¡Ajá! Todavía tengo las patas delanteras largas, pero tú únicamente tienes las cortas. Tú eres quien me engañó y me hizo comer la inmundicia», y mientras pronunciaba estas palabras, saltó al canguro y lo mató, y desde entonces el canguro ha tenido las patas delanteras cortas.